# Загрљај
Загрљај је чин обухватања рукама око врата, струка или леђа једне или више особа из милоште или љубави.
Загрљај се користи при поздрављању или у тренуцима излива емоција. У неким културама при поздраву се поред загрљаја манифестује и пољубац.
Научна истраживања показала су да су загрљаји добри по здравље људи због повећавања нивоа окситоцина и смањења крвног притиска.